# Hybrit
Hybrit Development AB är ett svenskt samriskföretag ägt av LKAB, Vattenfall och SSAB, som driver Hybritprojektet. Det är ett svenskt industriprojekt i Norrbotten, som syftar till att utveckla produktionsteknik samt implementera den i industriell skala. Syftet är att utveckla och industrialisera en metod för att framställa stål utan kol vilket bidrar till att väsentligt sänka koldioxidutsläpp vid tillverkning av stål. Metoden ska att ersätta kol och koks med vätgas vid reduktion av järnmalm till stål. Därmed ersätts den tidigare stålframställningsrestprodukten koldioxid med vatten. Initiativet till Hybritprojektet togs 2016.
"Hybrit" är en akronym för "Hydrogen Breakthrough Ironmaking Technology". Projektet har fått finansiellt stöd av Energimyndigheten.
Projektet har beskrivits som den största svenska industriella satsningen någonsin. Projektet har kritiserats för den stora inblandningen av staten som kritiker menar gör att incitamenten att agera ansvarsfullt är svaga då någon annan står för kostnader och risker, samt projektets riskfyllda karaktär där kritiker menar att det är oklart om metoden som utvecklas kommer att vara konkurrenskraftig i framtiden. Projektet har erhållit och förväntas fortsätta erhålla betydande offentligt stöd i form av subventioner, billiga lån och kreditgarantier från svenska myndigheter och EU. Kritiker har lyft ett flertal likheter med Stålverk 80 som var ett stort industripolitiskt misslyckande. Kritiker har även ifrågasatt om Sverige har tillräckliga elproduktionsmöjligheter för att kunna försörja projektets enorma planerade konsumtion av el, och att projektets planerade elkonsumtion riskerar att påverka konkurrenskraften för hela Sveriges industrisektor negativt.
Behovet av elenergi för Hybritprojektet har uppskattats vara 55 terawattimmar per år. Som jämförelse producerade 2020 all vattenkraft i Sverige 71 TWh el, kärnkraften 47 TWh och vindkraften 27 TWh.

## Järnsvamptillverkning
I mars 2021 meddelade parterna i projektet att en demonstrationsanläggning för fossilfri framställning av järnsvamp ska uppföras i Gällivare kommun i anslutning till LKAB:s befintliga järnmalmsgruva i Malmberget. Denna planeras bli klar 2026 och producera 1,3 miljoner ton järnsvamp och vara integrerad med tillverkning av järnpellets, som är den fundamentala insatsvaran för SSAB:s och andras stålproduktion. Järnsvamptillverkningen ska därefter utökas till 2,7 miljoner årston 2030.

## Ståltillverkning

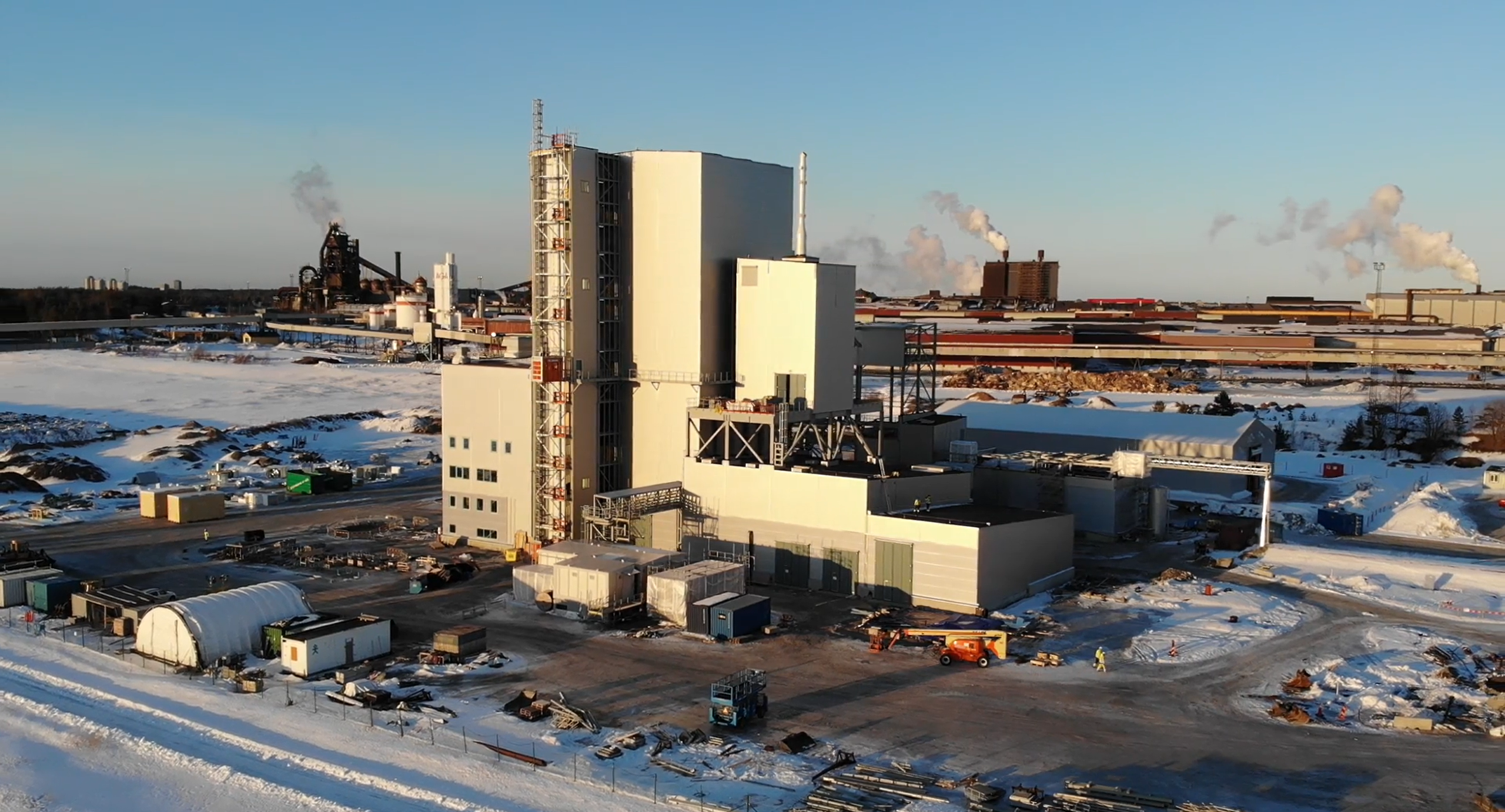
Hybrits försöksanläggning under uppförande i Luleå

I augusti 2020 invigdes en försöksanläggning för stålframställning i Luleå, vilken började testköras med naturgas 2020. I augusti 2021 meddelade Hybrit att SSAB producerat världens första fossilfria stål med vätgas som insatsvara.
I projektplanen ligger att konvertera SSAB:s stålverk i Oxelösund till vätgas som insatsvara 2025 och att från 2026 kunna sälja fossilfritt stål.

## Produktion och lagring av vätgas
I projektet ingår att utveckla produktion av vätgas med elektricitet samt att lagra vätgas. Vattenfall planerar att bygga vad de menar är världens största anläggning för produktion av vätgas i Gällivare.
I september 2022 meddelade företaget att en pilotanläggning för lagring av vätgas i ett bergrum på 100 kubikmeter tagits i drift. Bolaget planerar vid full skala för vätgaslager på 100-120 000 kubikmeter, vilket motsvarar 100 GWh el omvandlad till vätgas. Lagret ska enligt bolaget då kunna försörja bolagets planerade järnsvamptillverkning i 3-4 dagar.
En utmaning i projektet är att vätgas idag (uppgift från 2021) till största del framställs av fossil naturgas, så kallad grå vätgas, en process som i sig ger upphov till utsläpp av växthusgaser. Kritiker menar att det är oklart om omvandling av el till så kallad grön vätgas är möjlig att implementera i industriell skala inom överskådlig framtid.

## Liknande projekt
Det svenska företaget H2GS AB planerar att uppföra ett annat stålverk baserat på reduktion med vätgas i Norra Svartbyn i Boden. Detta projekt, H2 Green Steel, har som mål att börja produktion år 2024 med en kapacitet på 2,5 miljoner ton/år och att år 2030 producera fem miljoner årston stål för bland annat fordonsindustri och vitvarutillverkare. Ytterligare ett svenskt start up-/scale up-bolag, GreenIron, har i början av 2023 annonserat att deras första kommersiella anläggning kommer finnas i Sandviken och vara i drift under 2023.